# Домбкі (Західнопоморське воєводство)
Домбкі (пол. Dąbki) — село в Польщі, у гміні Дарлово Славенського повіту Західнопоморського воєводства.
Населення — 290 осіб (2011).
У 1975-1998 роках село належало до Кошалінського воєводства.

## Демографія
Демографічна структура станом на 31 березня 2011 року:
|          | Загалом | Допрацездатний вік | Працездатний вік | Постпрацездатний вік |
| -------- | ------- | ------------------ | ---------------- | -------------------- |
| Чоловіки | 135     | 23                 | 103              | 9                    |
| Жінки    | 155     | 24                 | 106              | 25                   |
| Разом    | 290     | 47                 | 209              | 34                   |